# 越川真美
越川 真美（こしかわ まみ、1992年11月14日 - ）は、日本のギャルファッションモデル。身長161センチメートル、体重43.8キログラム。千葉県出身。雑誌『egg〔エッグ〕』などで活動した。白めの肌に巻き髪の“甘めギャル”が増える時勢にあって、黒めの肌に高露出度の服を志向する“鬼ギャル”の代表格として注目を集めてきた。

## 来歴
専属モデル候補生として『egg』2009年9月号に初登場。読者モデルとしての登場で初登場ながら、1ページ丸ごと陣取ってのデビューであった。2011年の2月号では同誌の専属モデルおよび読者モデルから選抜された11名の中から『GAL賞』を獲得。やがて同年12月発売の2012年2月号をもって同誌の専属モデルとなった。
『egg』専属モデルとなってのちの2012年には、同誌モデル仲間の川端かなこらとともにテレビ東京系のバラエティ番組『くだまき八兵衛X』に出演、いわゆる下ネタを含む過激なトークの展開が注目を集めたほか、同誌専属モデル仲間の“えりちょす”こと郡司英里沙とともに日本ダイエット健康協会認定『ギャルダイエット親善大使』に就任するなどの活動もあった。
2012年10月発売の『egg』11月号を最後に同誌の専属モデルを卒業。同時に同月発売の『Happie nuts〔ハピーナッツ〕』12月号より同誌の専属モデルとなった。
2014年5月号で『Happie nuts』が一旦休刊。その後2015年7月よりネコ・パブリッシングの発売元で復刊したが、以降の同誌には登場しないことを自身のTwitterで明かしている。
2016年にミスヤングチャンピオンのオーディションに挑戦しファイナリストまで残る。
2024年現在はインフルエンサーとしても活動している。

## 私生活
千葉県在住。2歳上の兄がいる。
恋人は悪羅悪羅系人気雑誌『SOUL JAPAN』のモデルやファッションデザイナーとして知られる高橋敬亮（1986年12月21日生）。同じ千葉県出身である高橋の手掛けるブランド『MAD HOUND』の撮影の仕事を通して2010年冬頃に知り合い、2012年の元旦から交際を開始したという。 同年4月末日に破局の旨を報告。
同年齢で同じ千葉県出身の竹内アクサとは『egg』時代からの親友。

## 出演

### 雑誌
専属
- 『Happie nuts』（2012年12月号 - ）
- 『egg』（2012年2月号 - 2012年11月号）

読者
- 『egg』（2009年9月号 - 2012年1月号）

### イベント
- 『SHIBUYA GAL FESTIVAL 2010』（2010年12月27日） 共/間宮梨花、安井レイ、根本弥生、小池真友、松村美貴、松本なつ子、引地敬澄、山田ジェームス、ゆうにゃん、高橋実、斉藤千尋[18]
- 『men's egg×eggの人気モデルが雪山にくる～ぅ♪』（長野県大町市鹿島槍スキー場、2012年1月13日〜14日） 共/川端かなこ、ねもやよ、澤本幸秀、田中大地、たけぞー、引地敬澄、黒野慎、石垣彰浩、鈴木ピロユキ、ガッキー[19]
- 『関東合同卒業PARTY2012』（東京渋谷DUO～music exchange～、2012年3月28日） 共/えりちょす[20]
- 『GIRL’S BLOGGER STYLE 2012A／W』（SHIBUYA-AX、2012年8月29日） 共/あいにゃん、青野美沙稀、板倉あや、今井華、江崎奈々帆、えりちょす、太田希望、大橋リナ、おかりえ、加藤利奈、ぐぐ、近藤千尋、斎藤みらい、櫻田襟那、鈴木詩織、諏訪美緒、せがしぃ、てんちむ、ねもやよ、日野芹香、平尾優美花、廣瀬麻伊、藤木そら、ほずにゃむ、まあさ、松本愛、まにゃ、みにゃとっち、森暖奈、ゆきのこ、ゆん、ゆんころ、吉川ぐら、吉川ぐり、りなぽよ、るいぺち[21]

### CM
- 『ジャストコーズ3』（2016年1月）[22]